# 656
656 foi um ano bissexto do século VII que teve início a uma sexta-feira e terminou a um sábado, segundo o Calendário Juliano. A sua letras dominicais foram C e B. Segundo o horóscopo chinês, foi o ano do Dragão.
| Ano completo                          |
| ------------------------------------- |
| Ano bissexto com início à sexta-feira |

## Eventos
- X Concílio de Toledo. São Frutuoso, bispo de Dume, é eleito bispo de Braga.

## Mortes
- Abedalá ibne Sade - almirante e cofundador da primeira frota de guerra muçulmana e governador do Egito.
- Zobair ibne Alauame, primo e companheiro de Maomé (Sahaba), além de comandante militar árabe (n. 594).